# Winged Assassins
WASP je debutové album americké metalové skupiny W.A.S.P., vydané 17. srpna 1984 přes vydavatelství Capitol Records. Album je známé pod třemi názvy, protože evropského vinylového vydání mělo název Winged Assassins, raná kazetová vydání alba měla název I Wanna Be Somebody a album má oficiálně název jednoduše WASP.
Před vydáním byla z alba vyřazen kontroverzní song "Animal (Fuck Like a Beast)". Protože rodičovské hudební centrum (Parents Music Resource Center) označilo píseň za jednu ze svých „Filthy 15“, písní, které skupina určila jako morálně závadnou. Vydavatelství kvůli tlaku skladbu stáhlo. Skupina jej vydala jako singl ve Velké Británii v roce 1984 na nezávislém labelu Music for Nations a následně se singl stal velmi vyhledávaným artiklem v Severní Americe jako import. Reedice z roku 1998 obsahuje původně zamýšlený seznam skladeb s obnovenou písní.
Album se umístilo ve finském žebříčku na 6. místě, ve švédském žebříčku na 15. místě, v britském žebříčku na 51. místě, v kanadském žebříčku na 56. místě a v Billboard 200 na 74. místě.
Album se stalo zlatým albem v USA (500 tisíc kopií), Kanadě (50 tisíc kopií), Japonsku (100 tisíc kopií) a Finsku (20 tisíc kopií).

## Písně originálního vydání
1. I Wanna Be Somebody (3:43)
2. L.O.V.E. Machine (3:51)
3. The Flame (3:41)
4. B.A.D. (3:56)
5. School Daze (3:35)
6. Hellion (3:39)
7. Sleeping (In The Fire) (3:55)
8. On Your Knees (3:48)
9. Tormentor (4:10)
10. The Torture Never Stops (3:56)

## Písně reedice vydání
1. Animal (Fuck Like A Beast) (3:07)
2. I Wanna Be Somebody (3:43)
3. L.O.V.E. Machine (3:51)
4. The Flame (3:41)
5. B.A.D. (3:56)
6. School Daze (3:35)
7. Hellion (3:39)
8. Sleeping (In The Fire) (3:55)
9. On Your Knees (3:48)
10. Tormentor (4:10)
11. The Torture Never Stops (3:56)
12. Show No Mercy (3:48)
13. Paint It Black (3:27)

## Sestava
- Blackie Lawless - zpěv, baskytara
- Chris Holmes - sólová kytara
- Randy Piper -  rytmická kytara, doprovodný zpěv
- Tony Richards - bicí, doprovodný zpěv